# Байсари (Казахстан)
Байсари́ (каз. Байсары) — село у складі Єрейментауського району Акмолинської області Казахстану. Входить до складу Бестогайського сільського округу.
Населення — 153 особи (2021; 265 у 2009, 301 у 1999, 323 у 1989).
Національний склад станом на 1989 рік:
- казахи — 100 %.